# مقاطعة بايك (مسيسيبي)
مقاطعة بايك (بالإنجليزية: Pike County, Mississippi)‏ هي إحدى مقاطعات ولاية مسيسيبي في الولايات المتحدة. ، بلغ عدد سكانها 40404 نسمة في عام 2010 حسب إحصاء مكتب تعداد الولايات المتحدة وتصل الكثافة السكانية فيها 37 نسمة/كم2.

## أعلام
- فيرنون باتلر

## وصلات خارجية
- United States Counties